# Síndrome platipnea-ortodeoxia
El síndrome platipnea-ortodeoxia es una condición caracterizada por la aparición de disnea y disminución de la saturación de oxígeno arterial con la bipedestación.

## Clínica
Dentro de las características clínicas destaca la presencia de platipnea y ortodeoxia. El resto de hallazgos dependerá de la causa subyacente.